# Valse romantique

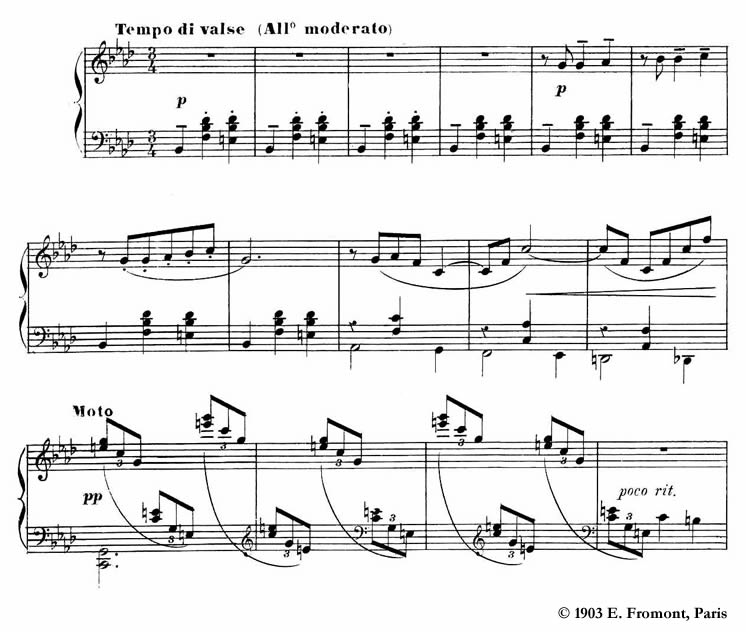
Una muestra de la obra.

Valse romantique es una pieza para piano solo compuesta por el compositor francés Claude Debussy (1862-1918) en 1890. Está en la tonalidad de fa menor.
La pieza se divide en varias piezas pequeñas, en estilo tardorromántico, más que en el estilo impresionista que caracteriza la producción de Debussy.
Esta obra, dedicada a Rose Depecker, se abre con la melancólica simplicidad de Erik Satie, antes de pasar a un terreno más convencional. En conclusión, el material temático se ve iluminado por un cambio de menor a mayor, en un toque de optimismo final.